# 倫以諒
倫以諒（1494年—1549年），字彥周，號右溪，廣東廣州府南海縣人，民籍，明朝政治人物。狀元倫文敘之子。正德丙子廣東鄉試解元，辛巳進士。官至南京通政使司參議。

## 生平
正德十一年（1516年）廣東鄉試第一名，正德十六年（1521年），登進士第二甲第九十三名。选翰林院庶吉士。出为山西道監察御史，改浙江道。不久改吏部文选司主事，官至南京通政司参议。嘉靖二年（1523年）乞归养，卒年五十六。

## 家族
曾祖父倫敔；祖父倫明，封翰林院修饌；父親倫文敘，曾任右春坊右諭德兼翰林院侍讀。母區氏（封安人）。慈侍下。弟倫以訓，翰林院编修；以詵，贡士；以譔、以謨、以諶、以謙、以諤、以䚮、以諮、以誡、以誨。